# باولو جريلو
باولو جريلو (19 أغسطس 1991 بفيغيرا دا فوز في البرتغال - ) هو لاعب كرة قدم برتغالي في مركز الوسط. شارك مع منتخب البرتغال تحت 20 سنة لكرة القدم. أما مع النوادي، فقد لعب مع نادي أكاديميكا كويمبرا ونادي فريموند ‏ وجي. دي. توريزينسي ‏ ونادي بينفايل ونادي كوفيليا ونادي فييرينسي ونادي سانتا كلارا.

## وصلات خارجية
- باولو جريلو على موقع قاعدة بيانات كرة القدم.إي يو (الإنجليزية)
- باولو جريلو على موقع Soccerway.com (الإنجليزية)
- باولو جريلو على موقع AS.com (الإسبانية)